# Bremen (estado)
Pronunciação
Bremen é uma cidade-estado da Alemanha, cujo nome oficial (Freie Hansestadt Bremen; em português, 'Cidade Hanseática Livre de Bremen') faz referência à sua participação na Liga Hanseática durante o Medievo. É a segunda mais antiga cidade-estado do mundo (a primeira é San Marino) e o menor dos 16 Estados federais (Länder) da Alemanha, formado pelos municípios de Bremen, a capital, e de Bremerhaven, que é um porto no Mar do Norte. De fato, Bremerhaven é um exclave da cidade-estado, sendo separado de Bremen pelo território da Baixa Saxônia (Niedersachsen).
Em português, o nome da cidade e do estado é Brema, termo que, apesar de ser usado oficialmente pela União Europeia, caiu em desuso, utilizando-se quase exclusivamente o nome em alemão.
A cidade de Bremen possui 325,38 km² e população de 545.932 (31 de dezembro de 2004), enquanto a cidade de Bremerhaven possui 78,85 km² e população de 117.281 (31 de dezembro de 2004).

## Resultados eleitorais

### Eleições estaduais
| Ano  | %    | D   | %    | D   | %    | D   | %    | D   | %    | D  | %   | D   | %    | D   | %   | D   | %   | D   | %   | D   | %   | d   | %   | D   | %       | D       | %   | D   | %   | D   |
| Ano  | SPD  | SPD | CDU  | CDU | FDP  | FDP | KPD  | KPD | DP   | DP | SRP | SRP | BHE  | BHE | WdF | WdF | NPD | NPD | GRÜ | GRÜ | DVU | DVU | AFB | AFB | PDS/LIN | PDS/LIN | BIW | BIW | AfD | AfD |
| ---- | ---- | --- | ---- | --- | ---- | --- | ---- | --- | ---- | -- | --- | --- | ---- | --- | --- | --- | --- | --- | --- | --- | --- | --- | --- | --- | ------- | ------- | --- | --- | --- | --- |
| 1946 | 47,6 | 51  | 18,9 | 12  | 18,3 | 12  | 11,5 | 3   |      |    |     |     |      |     |     |     |     |     |     |     |     |     |     |     |         |         |     |     |     |     |
| 1947 | 41,7 | 46  | 22,0 | 24  | 19,4 | 17  | 8,8  | 10  | 3,9  | 3  |     |     |      |     |     |     |     |     |     |     |     |     |     |     |         |         |     |     |     |     |
| 1951 | 39,1 | 43  | 9,0  | 9   | 11,8 | 12  | 6,4  | 6   | 14,7 | 16 | 7,7 | 8   | 5,6  | 2   | 4,3 | 4   |     |     |     |     |     |     |     |     |         |         |     |     |     |     |
| 1955 | 47,8 | 52  | 18,0 | 18  | 8,6  | 8   | 5,0  | 4   | 16,6 | 18 |     |     | 2,9  | -   |     |     |     |     |     |     |     |     |     |     |         |         |     |     |     |     |
| 1959 | 54,9 | 61  | 14,8 | 16  | 7,2  | 7   |      |     | 14,5 | 16 | 1,9 | -   |      |     |     |     |     |     |     |     |     |     |     |     |         |         |     |     |     |     |
| 1963 | 54,7 | 57  | 28,9 | 31  | 8,4  | 8   | 5,2  | 4   |      |    |     |     |      |     |     |     |     |     |     |     |     |     |     |     |         |         |     |     |     |     |
| 1967 | 46,0 | 50  | 29,5 | 32  | 10,5 | 10  | 0,9  | -   | 8,8  | 8  |     |     |      |     |     |     |     |     |     |     |     |     |     |     |         |         |     |     |     |     |
| 1971 | 55,3 | 59  | 31,6 | 34  | 7,1  | 7   |      |     | 2,8  | -  |     |     |      |     |     |     |     |     |     |     |     |     |     |     |         |         |     |     |     |     |
| 1975 | 48,7 | 52  | 33,8 | 35  | 13,0 | 13  | 1,1  | -   |      |    |     |     |      |     |     |     |     |     |     |     |     |     |     |     |         |         |     |     |     |     |
| 1979 | 49,4 | 52  | 31,9 | 33  | 10,7 | 11  | 0,4  | -   | 5,1  | 4  |     |     |      |     |     |     |     |     |     |     |     |     |     |     |         |         |     |     |     |     |
| 1983 | 51,3 | 58  | 33,3 | 37  | 4,6  | -   |      |     | 7,8  | 5  |     |     |      |     |     |     |     |     |     |     |     |     |     |     |         |         |     |     |     |     |
| 1987 | 50,5 | 54  | 23,4 | 25  | 10,0 | 10  | 10,2 | 10  | 3,4  | 1  |     |     |      |     |     |     |     |     |     |     |     |     |     |     |         |         |     |     |     |     |
| 1991 | 38,8 | 41  | 30,7 | 32  | 9,5  | 10  | 11,4 | 11  | 6,2  | 6  |     |     |      |     |     |     |     |     |     |     |     |     |     |     |         |         |     |     |     |     |
| 1995 | 33,4 | 37  | 32,6 | 37  | 3,4  | -   | 0,1  | -   | 13,1 | 14 | 2,5 | -   | 10,7 | 12  | 2,4 | -   |     |     |     |     |     |     |     |     |         |         |     |     |     |     |
| 1999 | 42,6 | 47  | 37,1 | 42  | 2,5  | -   | 0,3  | -   | 8,9  | 10 | 3,0 | 1   | 2,4  | -   | 2,9 | -   |     |     |     |     |     |     |     |     |         |         |     |     |     |     |
| 2003 | 42,3 | 40  | 29,8 | 29  | 4,2  | 1   |      |     | 12,8 | 12 | 2,3 | 1   |      |     | 1,7 | -   |     |     |     |     |     |     |     |     |         |         |     |     |     |     |
| 2007 | 36,7 | 32  | 25,6 | 23  | 6,0  | 5   | 16,5 | 14  | 2,7  | 1  | 8,4 | 7   | 0,9  | 1   |     |     |     |     |     |     |     |     |     |     |         |         |     |     |     |     |
| 2011 | 38,6 | 36  | 20,4 | 20  | 2,4  | -   | 1,6  | -   | 22,5 | 21 |     |     | 5,6  | 5   | 3,7 | 1   |     |     |     |     |     |     |     |     |         |         |     |     |     |     |
| 2015 | 32,8 | 30  | 22,4 | 20  | 6,6  | 6   | 0,2  | -   | 15,1 | 14 | 9,5 | 8   | 3,2  | 1   | 5,5 | 4   |     |     |     |     |     |     |     |     |         |         |     |     |     |     |

### Governos Estaduais
| Período   | Partidos de Governo | Partidos de Governo | Partidos de Governo | Partidos de Governo | Partidos de Governo | Partidos de Governo | Maioria            |
| --------- | ------------------- | ------------------- | ------------------- | ------------------- | ------------------- | ------------------- | ------------------ |
| 1945      |                     | FDP                 |                     | SPD                 |                     | KPD                 | Governo provisório |
| 1945-1946 |                     | SPD                 |                     | FDP                 |                     | KPD                 | Governo provisório |
| 1946-1947 |                     | SPD                 |                     | FDP                 |                     | KPD                 | 66 / 80            |
| 1947-1951 |                     | SPD                 |                     | FDP                 |                     |                     | 61 / 100           |
| 1951-1955 |                     | SPD                 |                     | FDP                 |                     | CDU                 | 64 / 100           |
| 1955-1959 |                     | SPD                 |                     | CDU                 |                     | FDP                 | 78 / 100           |
| 1959-1963 |                     | SPD                 |                     | FDP                 |                     |                     | 68 / 100           |
| 1963-1965 |                     | SPD                 |                     | FDP                 |                     |                     | 65 / 100           |
| 1965-1967 |                     | SPD                 |                     | FDP                 |                     |                     | 65 / 100           |
| 1967-1971 |                     | SPD                 |                     | FDP                 |                     |                     | 60 / 100           |
| 1971-1975 |                     | SPD                 |                     |                     |                     |                     | 59 / 100           |
| 1975-1979 |                     | SPD                 |                     |                     |                     |                     | 52 / 100           |
| 1979-1983 |                     | SPD                 |                     |                     |                     |                     | 52 / 100           |
| 1983-1985 |                     | SPD                 |                     |                     |                     |                     | 58 / 100           |
| 1985-1987 |                     | SPD                 |                     |                     |                     |                     | 58 / 100           |
| 1987-1991 |                     | SPD                 |                     |                     |                     |                     | 54 / 100           |
| 1991-1995 |                     | SPD                 |                     | GRÜ                 |                     | FDP                 | 62 / 100           |
| 1995-1999 |                     | SPD                 |                     | CDU                 |                     |                     | 74 / 100           |
| 1999-2003 |                     | SPD                 |                     | CDU                 |                     |                     | 89 / 100           |
| 2003-2005 |                     | SPD                 |                     | CDU                 |                     |                     | 69 / 83            |
| 2005-2007 |                     | SPD                 |                     | CDU                 |                     |                     | 69 / 83            |
| 2007-2011 |                     | SPD                 |                     | GRÜ                 |                     |                     | 46 / 83            |
| 2011-2015 |                     | SPD                 |                     | GRÜ                 |                     |                     | 57 / 83            |
| 2015-     |                     | SPD                 |                     | GRÜ                 |                     |                     | 44 / 83            |

### Lista de Presidentes
| Presidente | Presidente      | Início | Fim  | Partido                     |
| ---------- | --------------- | ------ | ---- | --------------------------- |
|            | Erich Vagts     | 1945   | 1945 | Partido Popular Nacional(*) |
|            | Wilhem Kaisen   | 1945   | 1965 | Partido Social-Democrata    |
|            | Willy Dehnkamp  | 1965   | 1967 | Partido Social-Democrata    |
|            | Hans Koschnick  | 1967   | 1985 | Partido Social-Democrata    |
|            | Klaus Wedemeier | 1985   | 1995 | Partido Social-Democrata    |
|            | Henning Scherf  | 1995   | 2005 | Partido Social-Democrata    |
|            | Jens Böhrnsen   | 2005   | 2015 | Partido Social-Democrata    |
|            | Carsten Sieling | 2015   | -    | Partido Social-Democrata    |

(*) Nota: Era membro do partido aquando da sua dissolução em 1933